# 米爾·久姆拉

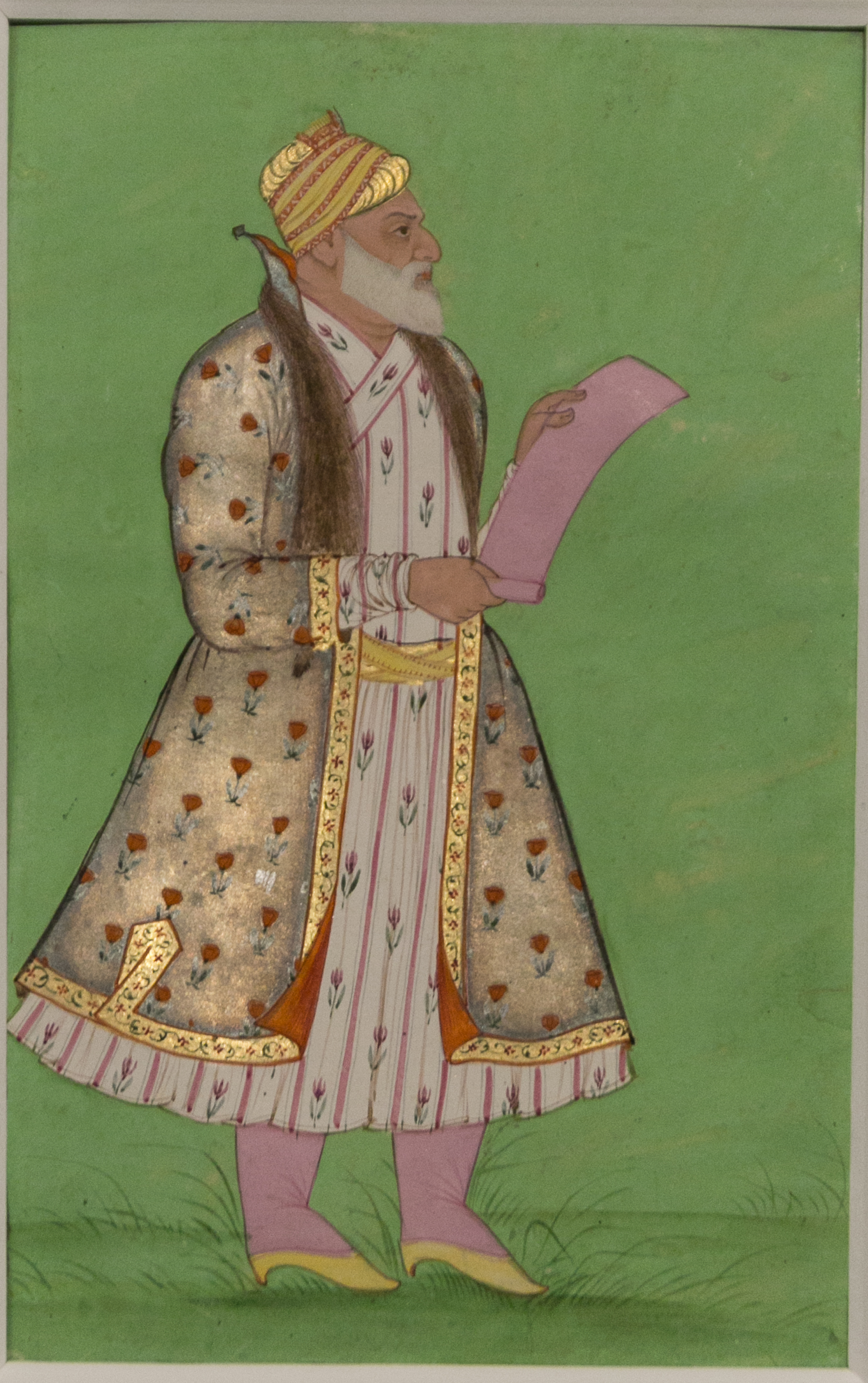
米爾·朱姆拉

米爾·久姆拉（Mir Jumla，1591年2月12日—1663年3月30日），出身波斯薩法維帝國，移居印度後，他成為一位富有的鑽石商人，而後其進入戈爾康達蘇丹國的宮廷，成為該國的軍事將領、維齊爾。最終，米爾·久姆拉轉而投效蒙兀兒帝國的皇帝奧朗則布，在奧朗則布麾下擔任孟加拉地區的蘇巴達爾。米爾·久姆拉治理孟加拉期間最著名的事蹟，是他領兵攻打帝國東北邊境科奇比哈爾土邦、阿洪姆王國的軍事遠征。
米爾·久姆拉是一位實力雄厚的政治家，他在沙賈汗至奧朗則布統治時期於印度當地擁有龐大的影響力，米爾·久姆拉頻繁地與來自歐洲的特許公司進行接觸與貿易，例如丹麥東印度公司、英國東印度公司、荷蘭東印度公司和葡萄牙东印度公司皆曾與他打交道。米爾·久姆拉的商船隊伍規模龐大，其商隊航程遍及蘇拉特、特達、阿拉干、巴拉索爾、亞齊、馬六甲、柔佛、望加錫、錫蘭、阿巴斯港、吉達、巴士拉、亞丁、馬斯喀特、摩卡和馬爾地夫等地